# Jean-François Monnard
Jean-François Monnard est un chef d'orchestre, directeur artistique et musicologue suisse né le 4 novembre 1941 à Lausanne, originaire de Daillens.

## Formation
Né à Lausanne dans le canton de Vaud, Jean-François Monnard passe son enfance à Payerne, où il fréquente le Collège secondaire. Après avoir obtenu son diplôme de baccalauréat au Collège Saint-Michel de Fribourg, il s’inscrit à la faculté de droit de l’université de Lausanne pour rassurer ses parents. Une fois sa licence en poche, il décide de se consacrer entièrement à la musique.
Très jeune, il reçoit des leçons de piano avant de poursuivre sa formation musicale au Conservatoire de Lausanne. En 1964, il se rend à Essen, à la Folkwang Hochschule, pour travailler la direction d'orchestre avec Heinz Dressel (de) et les branches théoriques avec Krzysztof Penderecki. Pour parfaire ses connaissances, il participe aux cours internationaux de musique contemporaine à Darmstadt et suit l’enseignement de Jean Fournet à Hilversum.

## Le chef d'orchestre
Lauréat d’un concours organisé par l'Orchestre de la Tonhalle de Zurich  en 1970, Jean-François Monnard est rapidement appelé au pupitre des principales associations symphoniques de Suisse. De nombreux engagements le conduisent dans toute l’Europe, aux États-Unis et à Taiwan. 
Il dirige l'orchestre de chambre du Colorado Music Festival (en), l'Orchestre de la Résidence de La Haye, l'Orchestre philharmonique de la NDR de Hanovre, la Nordwestdeutsche Philharmonie, le Philharmonia Hungarica, l'Orchestre philharmonique de Stockholm, l'Orchestre symphonique de la radio de Vienne, l'Orchestre du Gewandhaus de Leipzig, où il donne Werther de Jules Massenet, l'Orchestre symphonique d'Aix-la-Chapelle (de), avec lequel il joue Noces de sang de Wolfgang Fortner et Melusine de Aribert Reimann et l'Orchestre symphonique d'Osnabrück où il dirige notamment Mathis le peintre de Paul Hindemith, la Symphonie no 8 de Hans Werner Henze ou Toward the sea II de Tōru Takemitsu. 
Son parcours le destine également à effectuer des créations d’œuvres lyriques et symphoniques : Kyberiade de Krzysztof Meyer avec l'Orchestre symphonique de Wuppertal en 1986, Bozzetto siciliano de Sylvano Bussotti avec l'orchestre du théâtre de Catane en 1990, Trama II pour clarinette, orchestre et électronique en temps réel de Luca Francesconi avec l'orchestre d'Osnabrück en 1993. Il est aussi l’hôte des opéras de Bordeaux ou Dortmund (de). Il participe à l'enregistrement d'œuvres concertantes et de musique de chambre comme les Concertos pour violoncelle no 1 & no 2 de Camille Saint-Saëns avec Maria Kliegel (violoncelle) et le Bournemouth Sinfonietta.

## L'administrateur artistique
À la suite d'un traumatisme auditif, il renonce à diriger en 1998 et se reconvertit dans l’administration artistique. C’est ainsi qu’il est appelé au Deutsche Oper Berlin où il occupe jusqu’en 2007 le poste de directeur du planning et du casting. Il est à ce titre membre de jury de concours comme le Concorso Voci Verdiane présidé par José Carreras à Busseto en 2003 ou la Competizione dell'Opera de Dresde en 2006. À son retour en Suisse, il est nommé directeur adjoint du Septembre musical et chargé de la planification artistique du Grand Théâtre (Genève), fonctions qu’il abandonnera fin 2012 pour mener ses recherches musicologiques.

## Musicologue
Jean-François Monnard réalise actuellement sur la demande des éditions Breitkopf & Härtel une nouvelle édition critique des œuvres symphoniques de Ravel. Il a produit, préfacé et commenté en 1988 une édition critique en allemand de la partition du Boléro, de La Valse et de la Rapsodie espagnole[source insuffisante]. Essayiste par tempérament, il a publié de nombreux articles dans divers programmes, quotidiens et périodiques comme la Revue musicale de Suisse romande et participé à une série d’émissions sur Espace 2 dans le cadre de Musique en mémoire. À l’occasion du centième anniversaire de la naissance d’Igor Markevitch en 2012, il a réalisé en collaboration avec le château de Chillon et le Septembre musical une exposition à la mémoire de cet artiste dont le rayonnement dans la région lémanique a été considérable. Depuis 2018 il est rédacteur en chef des Cahiers Maurice Ravel (publication de la Fondation Maurice Ravel).